# Santa Maria del Barcarès
Santa Maria del Barcarès és l'església parroquial del poble rossellonès del Barcarès. Està situada al que es considera el centre administratiu del Barcarès, al carrer de l'Església.
És una església petita i senzilla, d'una sola nau, sense gaire interès històric ni arquitectònic, atès que tot el poble del Barcarès és de construcció recent. D'aquesta parròquia depèn la capella de Nostra Senyora de Tots els Horitzons, de Port Barcarès.